# Rap lamento
Rap lamento è un singolo del rapper italiano Frankie hi-nrg mc, il secondo estratto dal terzo album in studio Ero un autarchico e pubblicato il 23 gennaio 2004.

## Descrizione
Il brano non è altro che una critica al sistema politico italiano e ai suoi politici, che Frankie paragona ad una partita di calcio con i suoi giocatori, che nonostante all'apparenza giochino per squadre (ossia schieramenti) opposte, in realtà hanno tutti lo stesso obiettivo (cioè prendere potere) e i loro giocatori in realtà giocano per la stessa squadra.
L'anagramma del titolo della canzone è "Parlamento" .
La base del brano è un campionamento della sigla della trasmissione sportiva 90º minuto, che usa questa canzone dal 30 agosto 2008 al 22 maggio 2022 e di nuovo dal 19 agosto 2023; invece dal 27 settembre 1970 al 18 maggio 2008 è stata usata la sigla originale.

## Video musicale
Il videoclip è stato realizzato da Frankie e Cristian Biondani, con fotografia curata da Umberto Ottaviani e montaggio di Andrea Doretti.
Nel video appaiono Trevor e Hamish, i due pupazzi protagonisti del programma di MTV, Pets. I due interpretano, per tutta la durata del video, due politici corrotti di schieramenti opposti, intenti a vincere le elezioni. Verso la fine del video, i due pupazzi sono presenti come ospiti di Aldo Biscardi nella trasmissione 90º minuto.

## Tracce
1. Rap lamento – 3:41